# 연애는 프로 결혼은 아마츄어
"연애는 프로 결혼은 아마츄어"는 한국에서 제작된 이두용 감독의 1994년 멜로/로맨스, 코미디 영화이다. 강석우 등이 주연으로 출연하였고 이두용 등이 제작에 참여하였다.

## 출연

### 주연
- 강석우
- 박선영

### 조연
- 박영선
- 박소영

## 기타
- 조명: 박현원
- 조감독: 이영국
- 녹음: 김기영
- 미술: 박효진